# Filistata longiventris
Filistata longiventris är en spindelart som beskrevs av Takeo Yaginuma 1967. Filistata longiventris ingår i släktet Filistata och familjen Filistatidae. Inga underarter finns listade i Catalogue of Life.